# Feliniopsis consummata
Feliniopsis consummata är en fjärilsart som beskrevs av Walker 1857. Feliniopsis consummata ingår i släktet Feliniopsis och familjen nattflyn. Inga underarter finns listade i Catalogue of Life.